# David Albert Vázquez
David Albert Vázquez (Palma de Mallorca, 5 de marzo de 1976) es un escritor, investigador y divulgador español, especializado en temas de patrimonio histórico y cultural.
Es licenciado en Historia (1998) y Máster Universitario en Patrimonio Cultural (2012) por la Universidad de las Islas Baleares (UIB). Actualmente trabaja en la administración pública, donde ha desarrollado tareas de preservación, divulgación del patrimonio industrial, así como edición de libretos y artículos.

## Obras

### Libros
- El vi a Mallorca : del passat al present. Palma: Consejo Insular de Mallorca, 2007 DL PM 1233-2007
- L'oli a Mallorca : del passat al present. Palma: Consejo Insular de Mallorca, 2008 DL PM 430-2008
- Història de l'Il·lustre Col·legi Oficial de Titulats Mercantils i Empresarials de Balears (1906-2014). Palma: Lleonard Muntaner, 2017 ISBN 978-84-165547-3-7 (con David Ribas Ribas)[3]
- Ramon Medel (1815-1877). Vida i obra d'un il·lustrat romàntic, entre la raó i el somni. Palma: Lleonard Muntaner, 2022 ISBN 978-84-18-75871-3[1][4]

### Artículos
- «Orígens d'una institució centenària: l'escola superior de comerç.» Alma mater II: 100 anys creant valors (Margalida Payeras Llodrà, coord.). UIB, 2008 (pág. 35-51) ISBN 978-84-8384-073-3 (con Jerònia Florit Zuazaga y Antoni Quetglas Cifre)
- «Recursos para la defensa del patrimonio industrial de Avilés. Propuesta de un itinerario de patrimonio industrial por la comarca de Avilés.» Paisajes culturales, patrimonio industrial y desarrollo regional (Miguel Ángel Álvarez Areces, coord.). Gijón: Incuna, 2013 (pág. 621-626) ISBN 978-84-939924-5-3
- «Los molinos, otra mirada. Un proyecto de puesta en valor del patrimonio molinológico de la Eurorregión Pirineos Mediterráneo.» X Congreso Internacional de Molinología. Segovia: ACEM, 2016 (pág. 309-320) ISBN 978-84-608-7715-8 (con Jerònia Florit Zuazaga y Aina R. Serrano Espases)